# واين كوني
واين كوني (بالإنجليزية: Wayne Cooney)‏ (23 مارس 1968 ببرمنغهام في المملكة المتحدة - ) هو لاعب كرة قدم بريطاني في مركز الظهير. شارك مع منتخب جمهورية أيرلندا تحت 20 سنة لكرة القدم. أما مع النوادي، فقد لعب مع نادي بوهيميان ونادي دوندالك ونادي شامروك روفرز.

## وصلات خارجية
- واين كوني على موقع قاعدة بيانات كرة القدم.إي يو (الإنجليزية)